# Izaäk Schmidt
Izaäk Schmidt (Amsterdam, 11 juli 1740 – aldaar, 17 mei 1818) was een Nederlands (behangsel)schilder, tekenaar en tekenleraar.

## Leven en werk
Schmidt was een zoon van de toneelspelers Riewert Schmidt (1714-1775) en Maria Duijm (1712-1781). Hij kreeg les van Antony Elliger en Jan Maurits Quinkhard. Tot 1767 had hij samen met Jurriaen Andriessen een behangselfabriek. Na 1772 maakte hij vooral portretten in pastel en tekeningen. Schmidt maakte ook etsen en bracht in 1780 een mapje uit met 6 landschappen, dat werd opgedragen aan J.B. van der Upwich. 
Schmidt was bestuurder van de Stadstekenacademie in Amsterdam. Als tekenleraar gaf hij les aan zijn zoon Izaäk Riewert Schmidt en onder anderen Johanna Maria Daniëls, Anna Maria Ebeling, Trijntje Kampheuve, Jacques Kuijper, Clara Elisabeth Muijsken en Margaretha Jacoba de Neuville.
Naast zijn was schilderwerk was Izaäk Schmidt actief als (toneel)schrijver, dichter en orkestmeester. Hij publiceerde onder meer het blijspel Lucas en Clarisse (1769) en het toneelspel Agatha (1785). Schmidt overleed op 77-jarige leeftijd.

## Enkele werken

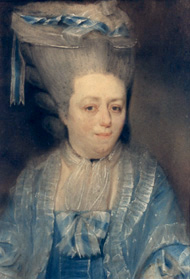
Portret van Josina van Boetzelaer
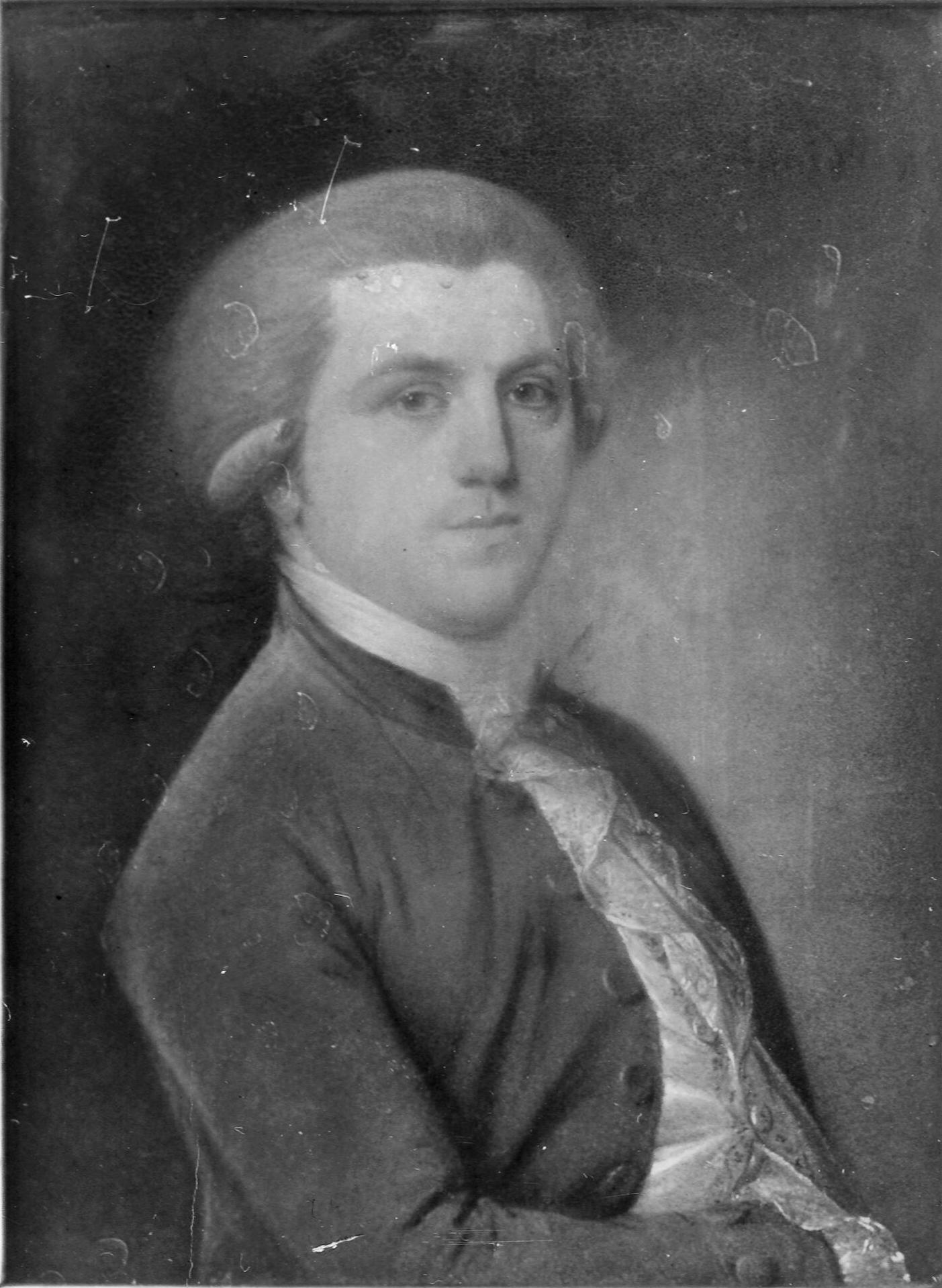
Portret van Adriaan Jacob van der Does
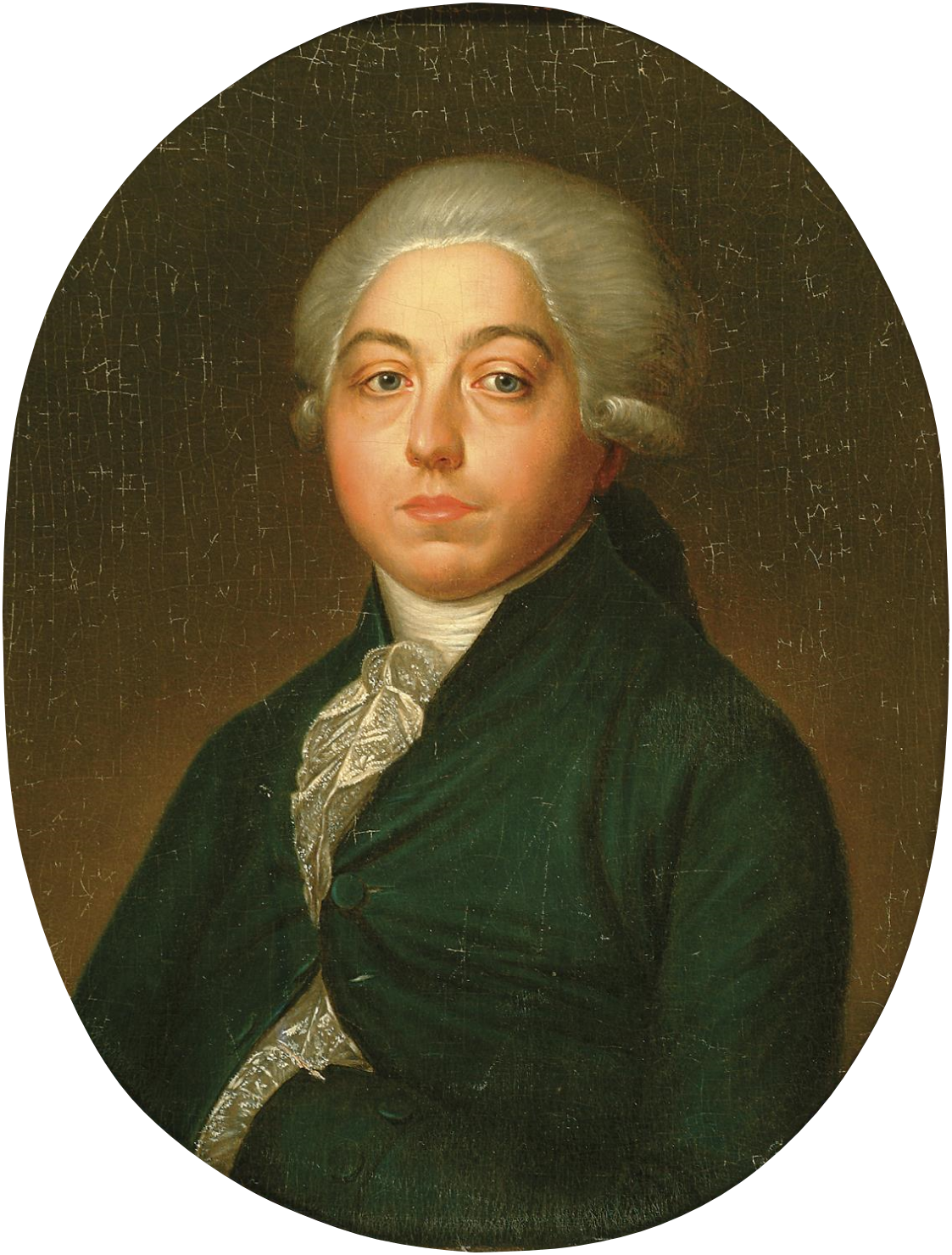
Portret van Diederik van der Burch van Spieringhoek
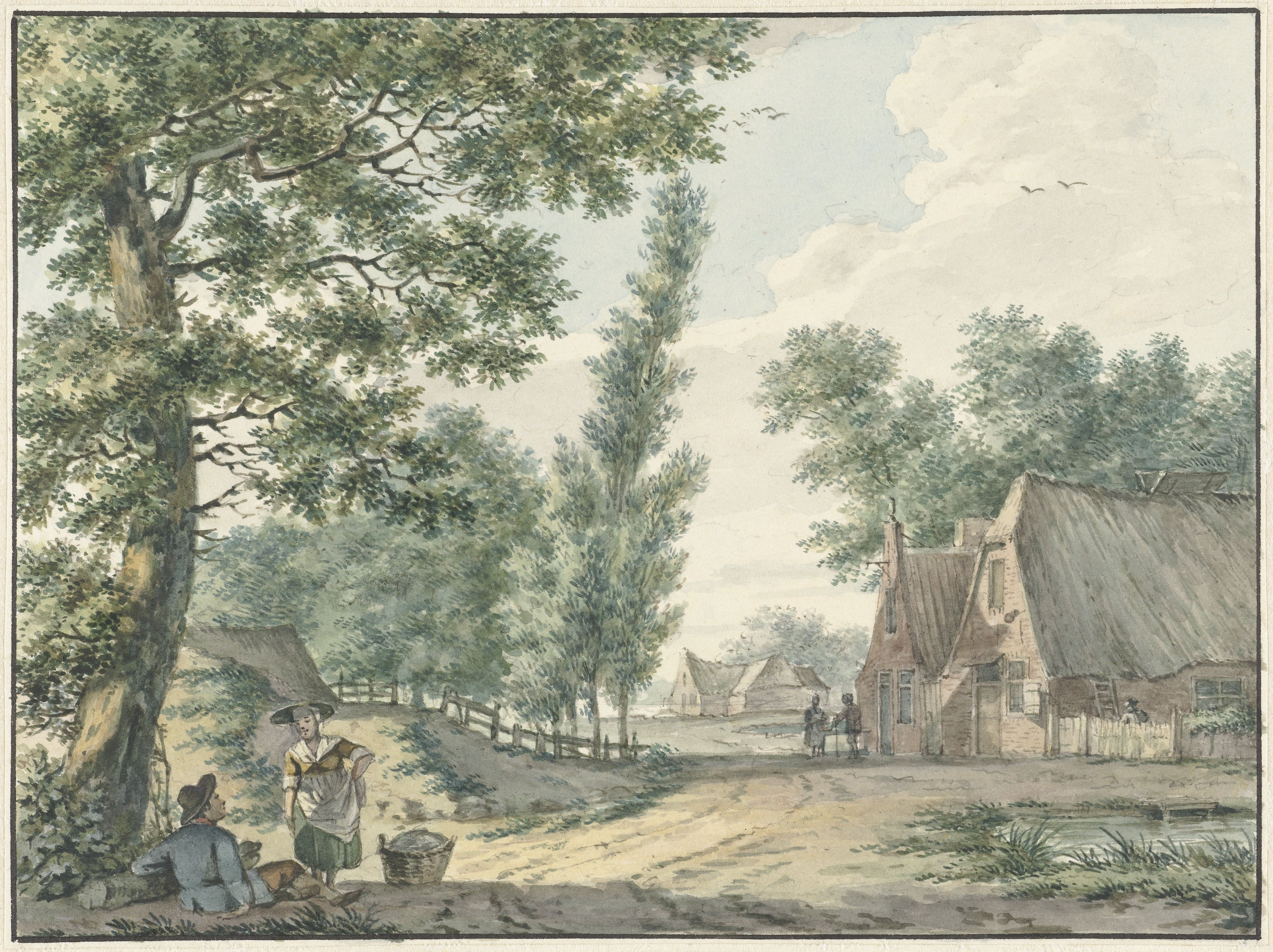
Landschap met twee personen onder een boom

- Biografisch Portaal: 21831600
- Digitale Bibliotheek voor de Nederlandse Letteren: schm019
- Gemeinsame Normdatei: 1037211634
- International Standard Name Identifier: 0000 0000 6884 0605
- Nederlandse Thesaurus van Auteursnamen: 07379273X
- RKD-Nederlands Instituut voor Kunstgeschiedenis: 93216
- Union List of Artist Names: 500093660
- Virtual International Authority File: 96367713
- WorldCat: E39PBJhRC8yWgChmyWdQ68xYyd